# Deslocalización
La deslocalización (o colocalización) económica es la transferencia, a iniciativa de una sociedad o institución internacional, de actividades, capitales y empleos entre diferentes países o diferentes regiones con objetivo de obtener algún tipo de ventaja competitiva o estratégica :
- sea por costes más bajos (en mano de obra, en transporte, en energía, en fiscalidad, en seguros y vigilancia, en acceso a insumos y recursos naturales, en reglamentaciones sociales y de seguridad laboral, también en cuanto a reglamentaciones ambientales, etc.) ;[4]

- sea por la existencia en la localización objetivo de un polo tecnológico, o al menos de personal más calificado y especializado ;[5][6]

- sea por la existencia de mejores y más adaptadas infraestructuras (en comunicaciones, en transporte, en logística, en seguridad jurídica, etc), y/o de un medio ambiente natural y humano más atrayente ;[7]

- sea por algún otro tipo de ventaja estratégica, o de facilidad de acceso a mercados, y/o por una combinación de las ventajas anteriormente planteadas, etc.[8][9][10][11][12]

La deslocalización, y su contrario, la relocalización, son las dos posibilidades de cambio en la localización de actividades productivas en bienes y servicios. Sin duda factor fundamental del ordenamiento territorial, ambas tendencias (deslocalización y relocalización) forman parte de los complejos y difíciles estudios e investigaciones en relación con la geografía económica.
Para las empresas, esta elección se hace en función del atractivo e interés territorial de las ubicaciones consideradas. Para los gobiernos en cambio, la deslocalización o descentralización se hace en función de otros criterios a veces opuestos a los que tienen las empresas, como ser buscando emplazamientos con ingresos fiscales elevados, o buscando el pleno empleo y/o alguna otra meta social, o buscando algún tipo de sinergia económica y/o tecnológica, o procurando una más equilibrada repartición demográfica de la población, o procurando la mayor utilización de infraestructuras y de equipamientos que por poco uso tienen dificultades de mantenimiento, etc.
El término sinónimo colocalización es un neologismo derivado del idioma inglés, que a veces se usa con finalidades políticas, ya que la emergencia de nuevas actividades productivas en un determinado país o una determinada zona, en muchos casos va acompañado con reducción o no crecimiento de actividades en otras zonas, con las consecuencias negativas que ello podría implicar, como ser desempleo, pauperización, dumping social, etc. En Francia y a partir de diciembre de 2012, hubo un claro cambio de vocabulario en este sentido, liderado por el ex primer ministro francés Jean-Marc Ayrault, evitando el uso del término délocalisation, entonces demasiado asociado al aumento de la desocupación y al dumping social, y que por esa razón se había vuelto muy impopular.

## Definiciones sobre la deslocalización
En líneas generales, la deslocalización consiste en el abandono de una línea de producción o de alguna actividad de producción nacional, para transferir y organizar esa actividad en una unidad de producción en el extranjero, cubriendo el faltante de productos en el mercado nacional o local con importaciones de productos realizados en otra parte.
Según Philippe Villemus, autor de la obra Délocalisations, aurons-nous encore des emplois demain ?, debe considerarse la siguiente definición :

Cita: La délocalisation est la séparation entre les lieux de production et de consommation. Autrement dit, les produits sont fabriqués dans un lieu différent de celui où ils sont consommés.
Traducción al español: La deslocalización es la separación entre los lugares de producción y de consumo. Dicho de otra forma, los productos son fabricados en un lugar diferente en el que serán consumidos.

En lo que concierne a este espinoso asunto de la definición, Brahim Labari, sociólogo marroquí que dedicó su tesis de doctorado en sociología a esta cuestión, establecía lo siguiente :

Cita: « La complexité d’une telle définition tient à la multiplicité des formes voisines, comme les investissements directs étrangers ou la prise de participation dans une entreprise locale. Elle tient aussi à l’importance de la délocalisation selon le secteur d’activité concerné. La différence existe entre une filiale d’une grande entreprise de fabrication des ordinateurs et une unité des costumes ou des jouets. L’impact est inégal que ce soit en termes d’emplois perdus ici et gagnés là, ou en ce qui concerne la capacité de l’entreprise à faire face à la concurrence. Il est d’usage de commencer par l’étymologie car elle donne déjà une indication sur le terme et ce de quoi il est composé et ce à quoi il renvoie. Étymologiquement, il s’agit de changer un « local » pour un autre considéré comme étant plus rentable. Le suffixe « local » permet d’inclure aussi bien les transferts d’une ville ou d’une région à une autre à l’intérieur d’un même pays, que d’un pays à un autre, voire d’un continent à un autre. Dans sa conception la plus stricte, le terme « délocalisation » signifie la fermeture d’une usine sur le plan national et son transfert à l’étranger suivi de la réimportation de la production. Jean Arthuis avance la définition suivante : « Les délocalisations industrielles consistent à séparer les lieux de production ou de transformation de marchandises des lieux de consommation » (Arthuis-1993). Si cette définition suffit à différencier les délocalisations des multinationales, elle paraît trop schématique pour être validée. D’autres définitions sont proposées et ont en commun d’insister davantage sur les lieux de provenance. Il s’agit, entre autres, du sens que retiennent les économistes, les statisticiens et les hommes politiques (Tapia, 1995, p. 10). Mais il faut convenir que les délocalisations ne sont nouvelles que dans la forme. Quelques exemples qui vont dans le sens de cette affirmation. « Quand voyagent les usines » ouvrage capital dans lequel Alain Wisner (1985), ergonome français, a décrit comment les transferts de technologie s’accompagnent du transfert de la culture de ses concepteurs : « La technologie est une grande culture et non une science. Pour faire du transfert, il faut un émetteur et un récepteur, et si le récepteur ne peut pas avoir le même langage, la même compréhension que vous, il n’y aura pas de transfert ». Ce faisant, cet auteur élabore le paradigme de l’anthropotechnologie pour comprendre le bien-fondé de ces transferts. Il insiste à juste titre sur les formes sociales d’appropriation des objets techniques à travers une triade de comportements (par exemple rejet, acceptation, adaptation). Ces transferts sont inhérents au système capitaliste et obéissent aux stratégies expansionnistes des entreprises. Ce qui est nouveau c’est l’environnement qui favorise leur expansion et légitime leur bien-fondé et dont les NTIC (Nouvelles technologies de l’information et de la communication) ne sont que le dernier avatar. On peut également faire valoir la théorie des « avantages comparatifs » chère à David Ricardo, économiste anglais, qui consiste à ce que chaque nation a intérêt à se spécialiser dans une production donnée pour être compétitive et partant jouer une carte gagnante dans le commerce international. L’évolution des rapports entre le Nord et le Sud entraîne la transformation du processus de la délocalisation, voire son inversion. On parle alors de la « relocalisation » comme en témoigne le cas des quatre dragons asiatiques. Dans la mesure où leurs économies se développent avec des taux de croissance élevés, leurs importations croissent et leurs niveaux de salaires se rapprochent des niveaux occidentaux : on assiste alors à des délocalisations à rebours de certaines de leurs productions. Les formes apparentes de délocalisations industrielles largement éprouvées avec ses coûts, ses avantages, ses acteurs, ses logiques marchandes si familières concourent à déformer ses perceptions, ses représentations, sa légitimation, ses ressorts cachés et ses incidences dans les pays du Sud. Le facteur culturel et sociétal me paraît central pour comprendre ce phénomène dans ses impacts sur l’organisation du travail car il est la trame de la rencontre de deux modèles : un modèle d’organisation importé, supposé englué dans une sorte de rationalité économique universelle (c’est la théorie de la convergence), et un modèle culturel « indigène » faisant sens aux populations locales (ce sont les paradigmes alternatif à cette théorie). La définition pour laquelle je vais opter complète bien évidemment les précédentes avec une posture sociologique. En effet, à l’aune des définitions précédemment évoquées, que ce sont des définitions à contenu économique et à controverse politique, cette perspective retenue n’est pas complétée par une démarche monographique de type ethnographique, c’est-à-dire la description et l’observation qui est à la base même de notre méthode, c’est-à-dire une « descente » vers les configurations locales pour voir comment les populations « ordinaires », les salariées, la main-d’œuvre locale, ressentent et se représentent l’économie mondialisée à la lumière de l’organisation du travail au sein de ces entreprises délocalisées ».
Traducción al español: « La complejidad de una tal definición tiende a la multiplicidad de formas vecinas, como ser las inversiones extranjeras directas o la toma de participación en una empresa local. Otro factor de dependencia es por cierto el sector de actividad concernido, pues una cosa es que se trate de una gran empresa de fabricación de computadoras, y otra muy distinta es que se trate de una unidad de fabricación de vestimentas o de juguetes. El impacto será también desigual, ya sea que la diferencia radique en empleos perdidos en un lugar y ganados en otro lugar, o que radique en ganancia de la capacidad de la empresa para hacer frente a la concurrencia. Es de estilo en estos casos comenzar por la etimología del término, pues da cierta indicación sobre el significado del vocablo de que se trate. Y etimológicamente, a lo que se refiere « deslocalización » es a cambiar un « local o emplazamiento » por otro que sea más rentable. El sufijo « local » permite abarcar un cambio de ciudad o de región a otra, tanto al interior de un mismo país como desde un país a otro, o de un continente a otro. En su concepción más estricta, el término « deslocalización » significa el abandono de un lugar (por ejemplo una fábrica) en el plano nacional, en favor de su transferencia al exterior, la cual sería seguida por la reimportación de la producción. Jean Arthuis por su parte, establece la siguiente definición : « Las deslocalizaciones industriales consisten en separar los lugares de producción o de transformación de las mercaderías, de los lugares de consumo » ([Arthuis-1993]). Si bien esta definición en general permite caracterizar las deslocalizaciones de las multinacionales, la misma parece demasiado simple y esquemática como para que tenga validez en todos los casos, por lo que otras variadas definiciones han sido propuestas, aunque todas tienen en común que insisten y consideran como principal el lugar de origen o lugar anterior ([Tapia-1995] p. 10). Pero es necesario recalcar que las deslocalizaciones no son nuevas, y para ello basta con recordar algunas obras: (1) « Quand voyagent les usines » obra capital de Alain Wisner (1985), en la que este ergónomo francés describe cómo las transferencias de tecnología se acompañan de la transferencia de la cultura de quienes la desarrollaron : « La tecnología debe considerarse más como cultura en sí misma que como ciencia aplicada, y para hacer la transferencia de la misma se requiere de un emisor y de un receptor, pero si el receptor no tiene el mismo lenguaje que el emisor, la transferencia falla por falta de comprensión, y no habrá verdadera apropiación tecnológica ». A partir de esta observación, este autor elabora el paradigma de la antropotecnología, para establecer las transferencias tecnológicas que están bien fundadas, y es por ello que este autor justificadamente insiste en las formas sociales de apropiación de los cambios tecnológicos, a través de la siguiente tríada de comportamientos: rechazo, aceptación, adaptación. Las transferencias tecnológicas son inherentes y esenciales al sistema capitalista, y obedecen a las estrategias expansionistas de las empresas. Lo que hay de nuevo en estos últimos años es el ambiente general, que favorece enormemente la expansión y legitimación de las empresas, y en donde las NTIC (Nuevas Tecnologías de la Información y de la Comunicación) no son nada más que el último avatar (la última gran novedad). Igualmente, se puede poner en valor en este punto la teoría de las « ventajas comparativas » de David Ricardo, economista inglés, quien insistía en afirmar que cada nación debe especializarse en determinadas producciones en las que se es competitivo, y así poder jugar una carta ganadora en el comercio internacional. La evolución de las relaciones norte-sur, conlleva la transformación del proceso de la deslocalización, y entonces también se habla de la « relocalización », como bien lo testimonian los llamados cuatro dragones asiáticos (Corea del Sur, Hong Kong, Singapur, y Taiwán) : en la medida que sus economías se desarrollan con alta tasa de crecimiento, sus importaciones crecen y sus niveles salariales se aproximan a los occidentales, y se asiste así a deslocalizaciones a contrapelo de alguna de las producciones. Las formas aparentemente exitosas de deslocalización industrial, ya han sido reiteradamente establecidas, con sus costos, sus ventajas inmediatas, sus actores, sus lógicas comerciales, sus legitimaciones, sus potencialidades (a veces escondidas) y sus incidencias en los países en desarrollo. Y el factor cultural y societario parece central para la comprensión de este fenómeno de la deslocalización, con su gran impacto sobre la organización del trabajo, ya que allí está la trama del encuentro de los dos modelos : un modelo de organización importado, supuestamente atrapado en una especie de racionalidad económica universal (teoría de la convergencia o hipótesis de la convergencia), y un modelo cultural « autóctono » con mucho arraigo en la población local (paradigmas alternativos a la teoría de la convergencia). La definición por la cual en lo personal pienso optar, bien evidentemente completan las precedentes, y conlleva una postura sociológica. En efecto, una de las definiciones precedentes con contenido económico y con controversia política, no es completada por una aproximación monográfica de tipo etnográfica, es decir, no es completada por descripción y observación, lo que está en la base misma de nuestro método personal, con un « descenso » o « aproximación » hacia las configuraciones locales, a efectos de constatar cómo las poblaciones « comunes », por ejemplo los asalariados y la mano de obra local, sienten y se representan la economía mundializada, a la luz de la organización del trabajo que les es impuesta en las empresas deslocalizadas ».

Otra posición connotada respecto de esta cuestión, es la del senador Jean Arthuis, quien al respecto propone considerar una definición de deslocalización en sentido amplio, basándose en la idea de sustitución; dicho de otro modo, y según este punto de vista, no habría que poner tanto énfasis en la transferencia de una actividad de producción o de servicio, desde suelo nacional al extranjero, pues para que haya deslocalización, bastaría con sustituir una producción nacional por otra equivalente cumplida desde el exterior, y sin que esa sustitución haya sido acompañada por una implantación de una empresa local en otra parte.

Cita: Les délocalisations consistent, pour des produits qui pourraient être fabriqués et consommés dans une même aire géographique, à séparer les lieux de production ou de transformation des marchandises, des lieux de leur consommation. En d'autres termes, il s'agit pour le gestionnaire de fabriquer là où c'est le moins cher et de vendre là où il y a du pouvoir d'achat.
Traducción al español: Las deslocalizaciones consisten, para productos que podrían ser fabricados y consumidos en una misma área geográfica, a separar los lugares de producción o de transformación de mercaderías, de los lugares de consumo. En otros términos, se trataría de fabricar donde fuera menos caro, y de vender donde hubiera poder de compra.

### Definiciones según los economistas
En un informe del Senado francés titulado Délocalisations : pour un néo-Colbertisme européen (en español: Deslocalizaciones : por un neo-colbertismo europeo), Francis Grignon propone la siguiente definición : 

Cita: Définir les délocalisations soulève de grandes difficultés tant cette notion est polymorphe. A une notion relativement circonscrite s'est substituée aujourd'hui, dans le débat public, une acception beaucoup plus étendue qui en dénature parfois la compréhension. Or, la recherche de solutions efficaces aux difficultés sociales et territoriales qu'elle soulève rend nécessaire que le diagnostic soit fondé sur une analyse claire, exempte d'approximations... La définition des économistes : Au sens le plus strict, la délocalisation consiste à changer de lieu une unité de production : on désigne alors par ce substantif l'ouverture d'une unité productive à l'étranger, concomitante à la fermeture d'une unité locale, sans que soit affectée la destination des biens produits : marché domestique, ce qui implique alors un flux nouveau d'importations, ou marchés étrangers, ce qui diminue les flux d'exportation... Dans une deuxième acception, dérivée de la première, la délocalisation désigne le recours à la sous-traitance proposée par une société étrangère afin de fournir des biens auparavant produits localement. Dans ce cas encore, que l'anglais désigne sous le terme d'« outsourcing » ou de « sourcing », les biens produits à l'étranger sont réimportés sur le marché d'origine où ils ont vocation à être commercialisés, comme substitution aux biens auparavant produits localement... Enfin, certains qualifient aussi de délocalisation la création d'une nouvelle unité de production à l'étranger plutôt que sur le territoire national, sans réduction de l'activité domestique. La situation est dans ce cas plus complexe, selon qu'on considère que l'augmentation des capacités de production aurait pu être assurée localement ou non, pour différentes raisons tenant à la situation géographique des marchés concernés, aux coûts de transports, aux droits de douane ou à diverses contraintes non tarifaires. Dans le premier cas, en effet, l'extension sémantique est encore envisageable puisqu'on peut admettre que la décision d'investissement résulte bien d'une analyse d'opportunité entre territoires, national et étranger, et que le choix de la seconde branche de l'alternative « prive » l'économie domestique d'une capacité productive supplémentaire... Trois significations du mot « délocalisation » désignent donc une forme de substitution de la force productive étrangère à celle nationale, qui ont pour caractéristique commune d'avoir théoriquement une incidence négative directe sur l'emploi national. En effet, l'entreprise arrête de produire dans un pays donné, ou s'abstient d'y augmenter ses capacités de production, afin de fabriquer ou de faire fabriquer dans un autre pays sous forme d'investissement direct ou de sous-traitance.
Traducción al español: Definir la noción de deslocalización conlleva grandes dificultades, en cuanto este concepto es particularmente polisémico. A una noción inicial relativamente circunscrita, la sustituyó hoy día en el debate público, una acepción mucho más amplia, la que a veces dificulta y desnaturaliza la comprensión. En efecto, la búsqueda de una solución de compromiso para enfrentar las dificultades sociales y territoriales que se pudieran presentar, hace necesario que el diagnóstico sea fundado en un análisis claro, que no tenga aproximaciones ni imprecisiones… La definición de los economistas : En el sentido más estricto, la deslocalización consiste en cambiar de lugar una unidad de producción. Debe entenderse entonces que este término significa que se instala una unidad productiva en el exterior, concomitantemente con el cierre de una unidad local, y sin que sea afectado significativamente el destino de los bienes producidos (y ello significa que se pasa de un mercado doméstico abastecido localmente, al mismo mercado pero ahora abastecido por importaciones, y/o bien significa que ciertos mercados externos ahora no serán más abastecidos con exportaciones desde el país concernido, lo que conllevará una disminución de las correspondientes exportaciones)… En una segunda acepción o interpretación, derivada de la primera, la deslocalización significa e implica la sustitución por parte de una sociedad extranjera, para la producción total o parcial de bienes que antes eran producidos localmente. En este último caso que en inglés se designa con los términos « outsourcing » o « sourcing », los bienes ahora producidos en el extranjero deberán ser reimportados en el mercado de origen, para su comercialización local o su eventual exportación… En fin, también podría calificarse como deslocalización, la creación de una nueva unidad de producción en el extranjero en lugar de instalarla en el territorio nacional, y sin que ello vaya acompañado de una reducción significativa de la actividad doméstica. La situación es en este caso más compleja, según que se considere que el aumento en las capacidades de producción habría podido asegurarse localmente o no, según fuere la situación geográfica de los mercados que deberían ser abastecidos, y según fueren los costos de transporte, los eventuales derechos de aduana que deberían ser cubiertos, las restricciones no tarifarias que eventualmente pudieran estar involucradas, etc. La decisión del emplazamiento de la nueva unidad de producción y el desglose de inversión que resulte más conveniente, es resultado de un análisis de oportunidad entre territorios nacionales o extranjeros, así como de otros factores que pudieran considerarse significativos… Tres diferentes interpretaciones o acepciones del término « deslocalización » están pues involucradas al considerar alguna forma de sustitución de la fuerza productiva extranjera a expensas de la fuerza productiva nacional, las tres teniendo como característica común algún tipo de incidencia negativa sobre el empleo nacional : (1) se deja de producir o se disminuye la producción en el país considerado como local, en favor de la producción en el extranjero ; (2) se abstiene de aumentar la capacidad local de producción, sobre la base de una inversión directa sustitutiva en otro país ; (3) se abstiene de aumentar la capacidad local de producción, sobre la base de la compra de productos en uno o varios mercados foráneos, aplicando la modalidad de fabricación por contrato o fabricación por encargo.

### ¿Cómo se origina el proceso de deslocalización?
La deslocalización es una práctica antigua, que consiste en desplazar de lugar una unidad de producción, con la finalidad de obtener ventajas industriales. Y la libre circulación de capitales y de personas, han traído nuevas ventajas a esta práctica :
- al promover en los países, regiones, y aglomeraciones, la adopción de políticas de redinamización, mejorando la actividad económica, e incitando al desarrollo de nuevas actividades, para así salir del « estancamiento » económico ;[31]
- al incitar a la aplicación de formas de gestión y de promoción muy descentralizadas, como por ejemplo el sistema de la empresa extendida o empresa virtual, permitiendo coordinar entre sí disponibilidad de capitales, con productos, con distintos tipos de competencias técnicas, y con facilidades de acceso a los más interesantes y prometedores mercados económicos ;[32]
- al contrabalancear la tentación hacia el proteccionismo, y así de una u otra forma contribuir al fortalecimiento de la competitividad, ya que el proteccionismo tiene gran riesgo de ser contra-productivo, pues al aislar los flujos económicos locales con los mundiales, consecuentemente se disminuye el poder de compra a nivel local o nacional ante la menor competencia y los mayores precios.[32]

De todas maneras y después de la Segunda Guerra Mundial, pueden marcarse algunos países que se beneficiaron por un tiempo con un proteccionismo oportunista, como fue el caso de Japón así como de los llamados dragones asiáticos (Corea, Taiwán, Hong Kong, Singapur). En los casos de Japón, Corea, y Taiwán, esta estrategia permitió un incremento particularmente rápido del nivel de vida de la población, lo que repercutió favorablemente en el fortalecimiento de sus respectivos mercados internos como demandantes de bienes y de servicios.

## Países y sectores concernidos
Las deslocalizaciones fundamentalmente conciernen dos tipo de países : 
- Los países que soportan las deslocalizaciones, o sea aquellos que de una u otra forma pierden centros de producción ; en general se trata de países occidentales, de Europa o América del Norte.[35][36]

- Los países beneficiarios de las deslocalizaciones, o sea, aquellos que por causa de este fenómeno dan acogida a nuevos centros de producción ; en general se trata, normalmente, de países en vías de desarrollo.[20]

La realidad es más compleja de lo que en forma esquemática viene de plantearse. En efecto, también se dan casos de países industrializados beneficiarios de deslocalizaciones, como el caso por ejemplo de Francia con la implantación de Toyota en Valenciennes. Y por cierto, también hay economías emergentes que durante muchos años recibieron producciones descentralizadas, pero que frente a los aumentos salariales dentro de fronteras, han comenzado a instalar algunas de sus fábricas en países más pobres, como medida para preservar sus márgenes de ganancia (uno de los casos más notables en este sentido es China).

## Ejemplos de poblaciones y de sectores concernidos
En Estados Unidos, en los trabajos de Jagdish Bhagwati se ha insistido en destacar que las deslocalizaciones tienen poca chance de amenazar el empleo de los estadounidenses, creando desocupación; y en apoyo de esta conclusión allí se establece :
- Los empleos en los servicios representan 70 % del empleo total en Estados Unidos (porcentaje similar al que se observa en la mayoría de las economías de los países ricos), y pocos de estos puestos de trabajo son susceptibles de ser deslocalizados, ya que en muchos casos es muy importante la proximidad y el trato directo entre productores y consumidores.
- Por otra parte, los empleos calificados en los países ricos (donde hay un muy buen sistema educativo), realmente no están amenazados por la concurrencia de países con salarios más bajos, dado el retardo que dichos países suelen tener, con baja tasa de escolarización en la enseñanza terciaria.[41][42] Cierto, India al igual que China, forman por ejemplo gran número de ingenieros, y muchos centros de investigación y desarrollo se crean tanto en India como en Europa Central (ejemplos : 'Valeo'[43][44] en República Checa, 'Schneider Electric' en Polonia,[45] 'Faurecia' en India,[46][47] etc).[48] También corresponde destacar que en los países del Magreb, los operadores de producción tienen generalmente nivel educativo de BAC+2,[49] mientras que en Francia, los operadores de producción en general ni siquiera han alcanzado el CAP.[50] Pero por encima de todo, lo que acentúa el interés de los industriales de los países ricos en deslocalizar, es encontrar mano de obra menos cara y más calificada.[51]

- Las deslocalizaciones de ciertas etapas de los procesos de producción, permiten estimular la competitividad de las empresas residentes, lo que es fuente de crecimiento de empleo y de desarrollo. Y según ciertos autores, esta mejora de competitividad permitiría por ejemplo en Estados Unidos, una ganancia de crecimiento de alrededor del 0,3 % del PIB. Pero esta fuente de productividad con frecuencia es contrabalanceada o anulada por causa de los tiempos de trabajo menos elevados en los países desarrollados (en Francia, 35 horas/semana junto a cinco semanas de licencia por año) respecto de los que están vigentes en los llamados países Low Cost (45 horas/semana, y sólo tres semanas de licencia pagadas). Además, un asalariado que como paga en Francia recibe neto 1500 euros, en realidad al empleador le cuesta 2100 euros (al agregarle las cargas legales). Véase que en Rumania por ejemplo, un asalariado costará al empleador solamente 400 euros mensuales, por un trabajo equivalente.

En Francia, un informe del Conseil d'analyse économique –CAE– también del 2004-2005 llega a conclusiones semejantes.
En su libro Richesse du monde, pauvreté des nations del año 1997, Daniel Cohen estima que la población de los países ricos que en materia de empleo están realmente en competencia con los trabajadores de los países pobres, es solamente del orden del 2 % a 3 %. Y esta cifra no está en contradicción con un estudio del Insee correspondiente al período 1995-2001, donde se establece :

Cita: « Cette étude vise à mesurer le nombre d’emplois concernés, en France, par le phénomène de délocalisation d’activités industrielles. La mesure se fonde sur des données individuelles d’établissements, d’entreprises et de groupes. Les délocalisations sont détectées lorsque l’emploi diminue ou disparaît au sein d’un établissement et que les importations du groupe détenant l’établissement touché augmentent pour le type de biens auparavant produits en France. Sur la période 1995-2001, le nombre d’emplois délocalisés serait en moyenne d’environ 13 500 par an, dont un peu moins de la moitié à destination des pays émergents. »
Traducción al español: « Este estudio se orienta a estimar el número de empleos en Francia, referidos a actividades industriales afectadas por el fenómeno de la deslocalización. Esta estimación se funda en los correspondientes datos individuales de los establecimientos, las empresas, y los grupos. Las deslocalizaciones son detectadas cuando el empleo disminuye o desaparece en un establecimiento, a la par que aumentan las importaciones de ese establecimiento o grupo, para los tipos de productos antes producidos en Francia. Para el período 1995-2001, el número de empleos deslocalizados sería, en media, de unos 13 500 por año, entre los que un poco menos de la mitad irían a localizarse en países emergentes. »

De todas maneras, conviene destacar que año a año, los sectores de actividad afectados por las deslocalizaciones, son cada vez más numerosos, en especial en el área de los servicios.
La deslocalización de servicios generalmente está ligada a la disponibilidad en el lugar de destino de importantes infraestructuras de comunicación, consecuencia del desarrollo de las telecomunicaciones y de Internet, cuestión que recibió un fuerte impulso hacia fines de los años 1990. En efecto, como corolario de la informatización de numerosos servicios, ahora es mucho más factible desplazar los lugares de producción de distintos servicios, hacia países con bajos salarios y bajos costos generales, sin que ello afecte a los clientes.
La India ha sido sin duda uno de los primeros países en beneficiarse de esta tendencia, ya que dispone de una importante mano de obra calificada y anglófona. Y es así como por ejemplo, servicios de asistencia técnica vía telefónica o vía Internet, son proporcionados a clientes estadounidenses desde India, sin que importe mucho la nacionalidad del interlocutor ni su acento al hablar. El desarrollo de la industria de la informática en India, y particularmente por ejemplo en la ciudad de Bangalore, se aceleró bastante como consecuencia de la implantación de grandes empresas estadounidenses. Y en Francia, sociedades tales como Axa o Société Générale deslocalizaron sus sistemas contables en India. Por su parte, empresas como British Airways y Swissair hicieron lo propio con sus sistemas de reservas…
En los países industrializados, la industria automovilística, así como las industrias de electrodomésticos, la telefonía, la industria textil, las empresas subcontratistas (moldeo por inyección, ensamblaje o armado…), se cuentan entre las que más han sufrido deslocalizaciones. Y los cambios de locación de ciertas empresas importantes, en los hechos obligan a muchas empresas subcontratistas a acompañarles en sus implantaciones en países Low Cost (países con bajo costo de mano de obra, como ser países de Europa del Este, África del Norte, India, China, México…).
No debe tampoco perderse de vista que en muchos casos, las deslocalizaciones también benefician a las economías más desarrolladas, al agregar valor a las compañías de esos países y liberar recursos para actividades con mayor valor añadido. El reto por cierto en estas situaciones, será el de mover a las personas desplazadas de sus puestos de trabajo a nuevos empleos de mayor agregación de valor.

## Causas
Las causas pueden ser esquemáticamente resumidas y clasificadas alrededor de tres grandes problemáticas-objetivo : (A) producir más barato ; (B) poder vender más fácilmente en el mercado local ; (C) poder vender a un precio lo suficientemente bajo como para hacer frente a la competencia que es cada vez más agresiva.

### Ventajas en cuanto a los costes de mano de obra y a poder asegurar precios de venta realmente competitivos
Para mejorar el resultado final global de una empresa o de uno de sus emplazamientos de producción, es necesario poder proponer un precio competitivo respecto al ofrecido por la competencia, la que es cada vez más importante y agresiva, en especial por los productos asiáticos que llegan a los mercados, y en particular por los productos de la India, en rubros tales como juguetes, relojes, textiles, productos con componentes electrónicos, etc. Es instructivo señalar el caso de la empresa Salomon, la que cerró todos sus sitios de producción en Francia, realizando el 100 % de sus zapatos de esquí en Rumania, a través de la subcontratación de una empresa rumana especializada en plásticos. Pero bueno, a pesar de este cambio tan radical y de algunos ahorros en salarios, los nuevos precios de venta de los productos de esta empresa, no lograron ser menos elevados que cuando la fabricación se realizaba enteramente en Francia. ¿Y cuál fue el problema? … Al deslocalizar, conviene hacer muy bien los números, pues puede haber inconvenientes o costos ocultos que pasan desapercibidos.
Por lo general, al descentralizar se obtienen las siguientes ventajas:
- Se obtiene en muchos casos una mano de obra menos onerosa;
- Se logra liberarse de muchas de las restricciones y reglamentaciones existentes en los países avanzados;
- Podrían también obtenerse adicionalmente ciertos incentivos especiales durante el proceso de estudio y de negociación, por ejemplo, algunos países low cost ofrecen condiciones especiales suplementarias a las grandes empresas que se instalen dentro de sus fronteras, como ser, terrenos bien situados, créditos especiales para complementar las inversiones que se realizan, exoneraciones impositivas, regímenes especiales como los que suelen tener las zonas francas, etc.

### Reducción de los costes de transporte y de exportación/importación
Para una determinada empresa, suele ser interesante poder vender sus productos en los llamados países emergentes (otro término utilizado casi como sinónimo de país low cost), fabricándolos directamente en esas zonas, ya que entonces :
- Se estará mucho más próximo a ciertos importantes mercados de consumo, y se los conocerá mejor ;
- Podrá desligarse de los trámites de exportación y de sus costes asociados ;
- Las variaciones en las tasas de cambio afectarán mucho menos.

Ese fue el caso cuando Renault implantó una nueva unidad de producción en Rumania, para fabricar el Dacia Logan. En efecto, al principio estaba previsto comercializar la producción de este modelo en los países de Europa del Este. En este tipo de casos, más que deslocalización se debería de señalar localización, pues es un caso similar a la implantación de una empresa en un nuevo país, para producir un nuevo producto.
Para el economista Edouard Barreiro, una estrategia de localización, por la fuerza de los hechos y de las circunstancias, puede transformarse en una deslocalización, cuando las unidades de producción previstas en un principio para abastecer los mercados locales, toman a su cargo también la fabricación de productos destinados a otras zonas geográficas.
Nótese que dejando de lado las ventajas derivadas de un menor coste de la mano de obra involucrada, en muchos casos una estrategia como la indicada también se explica por el hecho que las infraestructuras localizadas en los países emergentes, al ser obviamente más recientes, por lo general son también más modernas y eficientes, que las infraestructuras localizadas en los países desarrollados. De allí, que « sea racional desplazar las producciones menos rentables precisamente hacia las instalaciones más modernas y eficientes ».
Por consecuencia, bien puede pronosticarse que progresivamente, segmentos enteros del mercado del automóvil podrían ser deslocalizados desde los países centrales, y « solamente las actividades con alto valor agregado, como las de investigación, las de diseño, y también la producción de vehículos de alta gama (lo que sin duda demanda una mano de obra muy calificada y especializada), serían retenidas en países como los de Europa Occidental ».

## Consecuencias
Si las consecuencias negativas sobre el país en el que recaen las deslocalizaciones son pronto puestas de relieve, por lo general eso conlleva a olvidar o minimizar las consecuencias positivas que de ello pudiera derivarse. Es por esto que, una comprensión completa de la problemática de las deslocalizaciones, exige analizar este fenómeno desde diferentes puntos de vista: (1) consecuencias nefastas de la deslocalización ; (2) consecuencias positivas de la deslocalización ; (A) consecuencias a nivel económico ; (B) consecuencias a nivel social ; (C) consecuencias en el plano político.

### Consecuencias de la deslocalización

#### Consecuencias a nivel económico
Al principio de los años 1990, cálculos estadísticos fueron realizados comparando las cifras de empleos perdidos desde principios de los años 1970 en la industria manufacturera de Estados Unidos y de Europa, con las cifras de empleos creados en la misma industria en el Sudeste Asiático. La convergencia de estos dos números (6,5 millones de trabajadores en ambos casos) es llamativa, aunque se sabe que varios factores son los que influenciaron en la desindustrialización de los países ricos : junto a la deslocalización, también incidieron por ejemplo la robotización y la terciarización de la economía.
La deslocalización permite abaratar costes de producción y reducir los precios, aumentando así el consumo y favoreciendo el desarrollo de otros sectores económicos. Por eso, aunque en los países desarrollados se reduce el empleo industrial, esto se ve compensando con creces por el crecimiento del sector servicios. De esta manera, se produce una mejora del nivel de vida en los países desarrollados, ya que no aumenta el desempleo y se puede comprar más con el mismo dinero. Por otra parte, la deslocalización crea puestos de trabajo en los países emergentes y ayuda a su desarrollo económico. Hay que tener en cuenta que, aunque los salarios son bajos en comparación con los países desarrollados, son más altos de los que tenían antes los obreros de esos países, que habitualmente vienen de zonas rurales muy pobres. Por eso nadie abandona las fábricas para regresar a sus pueblos de origen y por eso los países que más han crecido económicamente son aquellos que han recibido más inversiones extranjeras. En cambio, los países con menos inversión extranjera (los del África subsahariana, pero también Haití, Mongolia o Nepal), siguen estancados y en la pobreza más absoluta. Por otra parte, la deslocalización no solo crea empleo mal pagado, sino también empleo cualificado mucho mejor remunerado (ingenieros, economistas, abogados) y una clase empresarial propia, que trabaja para las compañías extranjeras. En Bangalore, por ejemplo, la deslocalización informática ha creado numerosos puestos de trabajo de informáticos, con un nivel salarial mucho más alto que la media del país. En Shenzhen, la ciudad china con más inversión extranjera es también la que tiene un mayor nivel de vida, exceptuando a Hong Kong y Macao. 
Las deslocalizaciones son un fenómeno complejo, ya que en lo estricto no puede afirmarse que unos países pierden mientras que otros ganan. En efecto y en el plano económico, las deslocalizaciones permiten :
- Acrecentar la competitividad de las empresas residentes, especialmente al bajar los costos de ciertos productos intermediarios.
- Bajar en forma relativamente constante el precio de los bienes de consumo, lo que favorece y mejora el poder de compra de las familias. A principios del siglo XIX, David Ricardo[66] en su obra de 1815 titulada Ensayo sobre la influencia del precio bajo de los cereales sobre el beneficio del capital [67] (título en francés: Essai sur l'influence des bas prix des blés sur les profits du capital ;[68]  título original: An Essay on the Influence of a low Price of Corn on the Profits of Stock [69]) destacaba que la baja de los precios de los cereales consecuencia de su producción en el extranjero, permitía la reducción de los costos de los salarios, y como consecuencia ello favorecía a la industria y al proceso de industrialización (consultar también el artículo Corn Laws).

#### Consecuencias a nivel social
- Generación de despidos en algunos sectores industriales así como de pérdida de algunos empleos indirectos en los países desarrollados, aunque esto se compensa con la creación de empleo en otros sectores.
- El aumento de la inversión en los países emergentes produce un aumento del nivel de vida y de la clase media en esos países, con un aumento del uso del automóvil, de electrodomésticos y un crecimiento del turismo. No obstante, también provoca problemas ambientales y subida del precio de las materias primas, al aumentar la demanda de productos, la contaminación y la explotación de los recursos naturales.
- Cuando una empresa deslocaliza en un país con costes más bajos y despide a buena parte de su personal, ello con mucha frecuencia se acompaña en origen, de supresión de empleos en numerosos sectores, ya sea porque se trate de subcontratistas directamente involucrados con la empresa que clausuró actividades (por ejemplo, proveedores de piezas o subcontratistas de obras), o porque se trate de sectores más indirectamente involucrados (restauración, artesanos, profesionales independientes, gastronomía y comercio …); y ello es tanto más notorio y grave, cuanto más pequeña sea la localidad donde se produjo el cierre empresarial. En el sector de la industria automovilística por ejemplo, cuando un constructor cierra su fábrica o la reestructura eliminando ciertos sectores y disminuyendo personal, se suprimen no solamente empleos dentro de esa empresa, sino que también se suprimen muchísimos empleos entre quienes fueron sus proveedores (ejemplos en Francia: Valeo, Faurecia …) así como entre los subcontratistas de dichos proveedores, etc.

#### Consecuencias en el plano político
Obviamente, las consecuencias económicas y sociales negativas de las deslocalizaciones, no dejan indiferentes a los políticos. Muchísimos son los titulares de periódicos y sitios digitales que muestran esta realidad. Y entre otras cosas, algunas de las medidas que se toman son las siguientes : 
- Aumento del proteccionismo. Por ejemplo, George W. Bush impulsó numerosas leyes proteccionistas,[76] con la finalidad de proteger ciertos sectores industriales en declive, como el sector de la industria siderúrgica por ejemplo,[77][78][79] o como en el caso de los neumáticos.[80][81] De todas maneras, las medidas proteccionistas no suelen resolver los problemas de competitividad ni disminuir las deslocalizaciones, y las pruebas de ello son numerosas.

Cita: Le comportement de Georges Bush est emblématique d’une tendance des autorités publiques à céder aux pressions les poussant à protéger des entreprises et des emplois en limitant l’émergence d’activités ou de produits concurrents. Or, comme le remarque Amartya Sen, en citant Adam Smith : «restreindre la concurrence dessert toujours l’intérêt public et ne saurait avoir d’autre fin que de permettre au négociant, élevant ses bénéfices au delà de ce que ces derniers auraient naturellement dû être, de lever sur le reste de ces concitoyens, et à son seul bénéfice, une taxe absurde. »
Traducción al español: Este comportamiento de Georges Bush es emblemático de cierta tendencia de las autoridades públicas a ceder a las presiones, impulsando la toma de medidas proteccionistas, para así proteger a algunas empresas y algunos empleos, limitando la emergencia de actividades o de productos concurrentes. Pero, como lo destaca Amartya Sen citando a Adam Smith : « restringir la competencia siempre perjudica el interés público, y no tendría otra consecuencia que permitir elevar los beneficios de unos pocos más allá de lo que los mismos naturalmente deberían ser, y en perjuicio del resto de los conciudadanos. »

### Consecuencias positivas de las deslocalizaciones
Las consecuencias de una deslocalización, con frecuencia son muy positivas para los países que las reciben, en particular cuando se trata de los llamados países emergentes, ya que permiten crear nuevos empleos a nivel local, y como consecuencia de ello, aumenta el nivel de vida en esos países receptores. Taïwan por ejemplo, se ha beneficiado en unos cuantos casos de deslocalizaciones, particularmente con origen en el Japón, y es un buen ejemplo de lo que acaba de citarse.
Pero las consecuencias de las deslocalizaciones a veces van más allá, y países que las reciben pueden transformarse con el tiempo en países de origen de las deslocalizaciones. Y precisamente, Taiwán también es ejemplo de ello, y la propia China continental también es ejemplo de ello.

## ¿Cómo luchar contra las deslocalizaciones?
Los países que generan deslocalizaciones con frecuencia se refieren a soluciones para lo que, desde sus propios enfoques, ellos consideran como problemas. Por ejemplo, eso es lo que se destaca y trata en el informe del Senado francés generado bajo la conducción de Francis Grignon, y lo reafirmado también por cierto número de políticos, cuando se analiza este asunto. Por ejemplo, Jean-Pierre Chevènement expresó en el sitio digital del MRC, lo que se transcribe a continuación :

Cita: Il y a eu un réel déficit d’explication sur la mondialisation et les moyens de lutter contre les délocalisations et de revaloriser le travail.
Traducción al español: Ha habido un real déficit de explicaciones en relación al fenómeno de la mundialización, así como en relación a las formas de luchar contra las deslocalizaciones, revalorizando particularmente el trabajo en lo nacional.

De todas maneras, los países hacia donde se orientan las deslocalizaciones, igualmente buscan soluciones no ya para limitar esta tendencia, sino al contrario para potenciarla y desarrollarla. Es claro que países como India y China, buscan levantar las vallas y los frenos que podrían estar limitando las deslocalizaciones.
En muchas situaciones se está así entre dos tendencias que se oponen, que se encuentran contrapuestas, y no mucho se hace por buscar soluciones del tipo ganar-ganar.

### Soluciones para los países desarrollados
Los ocho asuntos-clave propuestos por Factea Group, permiten estructurar y analizar de manera exhaustiva las soluciones posibles para frenar las deslocalizaciones en los países en donde ocurren.
Pregunta n° 1 : proximidad del servicio / producto — Reorientar el consumo hacia productos y servicios de proximidad, que por definición no pueden ser objeto de deslocalizaciones. Por ejemplo, Gran Bretaña adoptó como política general renunciar a oponerse a las deslocalizaciones, considerándolas como una evolución natural de la economía, y reorientó masivamente su estructura económica hacia los servicios, y especialmente a aquellos considerados de proximidad.
Pregunta n° 2 : preferencia nacional — Promover la preferencia nacional, a través de campañas publicitarias y/o a través de otros medios.
- Acostumbrar a los consumidores a mirar las etiquetas « Made in » y a consumir preferentemente local. Por ejemplo y en este aspecto, España en su momento hizo una fuerte campaña publicitaria sobre este tema. "Desarrollar el patriotismo económico", claro que se puede : « Nos emplettes sont nos emplois » (traducción al español: « Nuestras compras son nuestros empleos »), eslogan de los años 1980 en Francia. Este ideal es actualmente de muy poca aplicación, a raíz de la fuerte atenuación del nacionalismo. Por otra parte y hoy día, y en el caso específico de Francia por ejemplo, la etiqueta « made in France » no es más un sinónimo de producción 100 % francesa ; en efecto y en muchos casos, en Francia solamente se hace la distribución final del producto, o a lo sumo también el empaquetado y/o la integración final de distintos componentes, en cuyo caso naturalmente se imprime o se grava el consabido « fabriqué en France »[90] (un caso emblemático de este tipo por cierto es el de la industria automovilística, en donde, si bien muchos modelos son armados en Francia, un porcentaje a veces muy elevado de componentes son importados desde proveedores establecidos en zonas low cost).
- Favorecer el consumo de productos locales, planteando como esencial la toma de conciencia en relación con el desarrollo durable, y por tanto y por ejemplo, exigiendo el etiquetado fiable del balance de carbono del producto a consumir. Si bien este argumento parece ser de recibo en muchos aspectos, para ciertas industrias implantadas en países desarrollados puede transformarse en un argumento en contra (por ejemplo, el balance-carbono de una rosa producida en Kenia es siete veces inferior al de una rosa producida en Holanda, ya que en este último caso, se hace una gran utilización de invernaderos, los que en definitiva son grandes consumidores de energía).
- Sea como sea el enfoque que sea adoptado, el incentivo más o menos directo de la preferencia nacional no parece ser una buena opción de fondo, ya que podría alimentar el nacionalismo exacerbado, las discriminaciones racistas, y las desigualdades entre lo local y lo foráneo.

Pregunta n° 3 : infraestructuras — De una manera o de otra, las buenas infraestructuras contribuyen a la mayor eficiencia de las empresas. Así que el buen desarrollo de las mismas, puede llegar a mejorar la competitividad empresarial, y por esta vía, puede ayudar a disminuir las deslocalizaciones. Y precisamente, éste es uno de los objetivos retenidos por la Unión Europea. Y precisamente dentro de este marco, es que Francia decidió desarrollar dentro de su territorio, los llamados clústers empresariales o polos de competitividad. 
Pregunta n° 4 : reproductividad — Favorecer la migración de los consumidores hacia nuevos productos a priori poco reproductibles o imitables. Con frecuencia, esta solución es la que suelen proponer muchos economistas y muchos sectores políticos, destacando que este juego de las deslocalizaciones es la evolución natural que debe esperarse en el mundo de hoy día, aunque también en muchas situaciones, así se subestima la rapidez con la cual los países emergentes adquieren y desarrollan las tecnologías de punta.
Pregunta n° 5 : regulación — Implementar barreras que limiten las deslocalizaciones. 
- Por ejemplo, restringir e incluso prohibir la importación de ciertos productos. Esta solución radical arriesga de comprometer la exportación de productos nacionales, por la eventual adopción de medidas espejo por parte de otros países. En el caso de Europa y particularmente de Francia, se han aplicado cuotas a las importaciones en numerosos sectores industriales : automóviles, textiles… pero en su momento, la supresión de cuotas respecto de los textiles, puede explicar las muy fuertes deslocalizaciones que entonces siguieron. Otro de los países que desde hace años aplica cuotas a las importaciones es por ejemplo Estados Unidos.
- Otra solución que también podría aplicarse, sería la prohibición de importación de ciertos productos (low cost o no) que no son fabricados con las mismas normas que se imponen a las empresas implantadas a nivel nacional. O sea por ejemplo, prohibir la importación de productos que contengan materias potencialmente peligrosas, o en el caso de que la cadena de producción externa no respeten ciertas normas medioambientales sí vigentes a nivel local, o en el caso de que en las fábricas de origen existan asalariados que deban trabajar en condiciones no aceptables según la legislación de los países importadores …
- Condicionar ciertas ayudas estatales o ciertas exhoneraciones impositivas a industrias nacionales, a la ausencia de deslocalizaciones. De todas maneras, esta posibilidad no es tan difícil de sortear, por ejemplo, aplicando algún tipo de triangulación, o simplemente dejando morir un producto sobre la base de ausencia de reinversiones o con algún otro tipo de medidas, y planteando luego una renovación radical invocando fin de vida útil o cambios en los mercados; en esa situación, sería mucho más factible para una empresa, el cierre definitivo de una fábrica o de una línea productiva, junto al despido de todo su personal, desarrollando tal vez poco tiempo después una producción similar en un sitio low cost, y sin que el grueso de sus otras actividades a nivel nacional pierdan los beneficios de las ayudas estatales, acordados sobre la base de la ausencia de deslocalizaciones (ejemplo: hacia fines del 2008, en Francia incluso se hablaba del cierre de la Usine Renault de Sandouville, mientras que en paralelo, la propia empresa francesa tenía en construcción fábricas Renault en Marruecos y en Rusia, para nuevos modelos de vehículos, y en buena medida se esperaba que esa producción atendiera el mercado europeo … pero finalmente, el cierre en Sandouville no se dio, y claro, no se habló en esta situación de deslocalización, pues en sentido muy estricto no lo era, aunque en un sentido camuflado sí lo era.

Pregunta n° 6 : diferencial de costes — Un objetivo central de una política anti-descentralización es reducir el diferencial de costes entre los países afectados por las deslocalizaciones, y los países receptores de las mismas. En mayor o menor medida, muchos países han analizado esta temática, implementando medidas diversas para reducir este diferencial, modificando por ejemplo ciertos aspectos de la estructura de costes : nivel de salarios, cargas salariales (en Francia, 44 % sobre el salario neto), ventajas sociales de los asalariados (vacaciones pagas, aguinaldo, salario vacacional, licencia médica …), tasas e impuestos diversos (en Francia : tasa profesional, tasa de transporte en beneficio de las comunas …), imposiciones diversas (normas de seguridad laboral, normas medioambientales …). 
- En cuanto al diferencial de los salarios : reducir e incluso suprimir las cargas sobre los salarios, en aquellos casos en que exista una competencia directa con países low cost (constructores de automóviles, proveedores de partes para la industria automovilística o aeronáutica, fábricas de la industria textil, proveedores de juguetes o de electrodomésticos …). Cierto, con este tipo de medidas tampoco puede arriesgarse a generar desequilibrios importantes en los organismos de previsión social, aunque claro, lo que podría perderse por el lado señalado, podría compensarse a veces con creces, con la reducción de la desocupación, y con cierta mejora generalizada de la economía nacional.
- En cuanto al diferencial por costes de transporte, una solución podría ser aumentar en forma general el propio costo global del transporte. Claro, esta solución de aumentar el costo global del transporte, incitaría a producir más cerca del cliente final, y por tanto, sería una barrera para frenar las deslocalizaciones. Obviamente, esta medida podría tener algún efecto positivo si la deslocalización aún no se ha llevado a cabo, pues si la misma ya se produjo al menos parcialmente, el efecto podría llegar a ser inverso al que se busca, y muy posiblemente sería mejor dejar correr los acontecimientos, de forma que las relocalizaciones se arraigaran, y/o se completaran. Claro, también hay otra cuestión a tomar en cuenta en relación con este asunto, y es el costo del petróleo, el que incide de manera fundamental en el costo del transporte. Véase que con un valor del petróleo relativamente bajo, los costos del transporte serán menores, y su incidencia en la estructura general de costes será bastante menor; y a la inversa pasaría si el valor del petróleo sube bastante. Hoy día, año 2015, tenemos un precio del petróleo relativamente bajo, pues mucho aumentó la producción de petróleo a nivel mundial y en particular en Estados Unidos. Sin embargo, cuando las existencias de petróleo en el planeta se hagan menores, el precio del mismo se disparará (consultar el artículo: Pico petrolero), y entonces ciertos costos de transporte precedentemente más marginales, se volverán mucho más significativos. Véase que en ese caso por el momento hipotético de llegar a tener en un futuro, un precio del petróleo muy caro, la rentabilidad y el interés por las deslocalizaciones en muchos casos podría disminuir significativamente. Ya hay ciertos economistas que consideran que cuando llegue ese momento de tener un precio muy caro para el petróleo, se podría llegar a dar el retorno de ciertas deslocalizaciones a sus posiciones de origen.

Pregunta n° 7 : capacidad para deslocalizar — A través de esta pregunta-clave, se interroga sobre la capacidad de una empresa para deslicalizar uno o varios de sus productos o servicios. Teniendo en cuenta que en especial son las grandes empresas que deslocalizan, la solución en el plano político puede estar en fortalecer el desarrollo de las pymes, las que debido a su tamaño y posibilidades son mucho menos proclives a deslocalizar. Ha sido precisamente en este aspecto, que en Francia, ciertos economistas y analistas han reprochado al ISF (Impôt de solidarité sur la fortune) de estar en parte en el origen de muchas deslocalizaciones. En efecto, muchas pymes exitosas en Francia fueron compradas o absorbidas por grandes grupos económicos, luego de lo cual y sospechando la posibilidad de mayor lucro, sus producciones fueron deslocalizada hacia países con menores costes. Probablemente, si esas pymes hubieran quedado como independientes, muy pocas deslocalizaciones se hubieran concretado, por falta de medios, o de contactos, o de recursos internos, etc.
Pregunta n° 8 : voluntad para deslocalizar — A través de esta pregunta-clave, se interroga sobre la voluntad de deslocalizar a dirigentes y/o accionistas de las empresas. En efecto, aun cuando se den las condiciones en el plano económico para que a una empresa le convenga deslocalizarse, bien puede pasar que al interior de la misma no se plantee interés en deslocalizar, sobre la base de otro tipo de consideraciones.

### Soluciones para los países en vía de desarrollo y países emergentes
Si bien los países afectados por deslocalizaciones intentan limitarlas, los países que reciben deslocalizaciones desean aumentarlas, ya que para ellos, eso es sinónimo de enriquecimiento y de mejora. Es por ello que los países receptores, hacen todo lo posible por favorecer la implantación de deslocalizaciones. Las ocho preguntas clave propuestas por Factea, permiten analizar de manera exhaustiva las soluciones para favorecer la implantación de nuevas empresas dentro de las propias fronteras :
Pregunta n° 1 : proximidad del servicio / producto — Favorecer el consumo de productos y dervicios deslocalizados a suelo nacional. Por ejemplo, crear marcas o línea de productos que tengan o adquieran atractivo, y que con el tiempo se conviertan en sinónimo de calidad.
Pregunta n° 3 : infraestructuras — Desarrollar convenientes infraestructuras (en comunicaciones, en transporte, en logística, etc), de manera de atraer a empresas que se encuentren en proceso de instalarse en la zona. Esta estrategia fue una de las opciones retenidas en particular por India, país que avanzó bastante en este sentido, aunque sufre aún hoy día de insuficiencias en esta área.
Pregunta n° 4 : reproductividad — Por todos los medios posibles, favorecer la transferencia de tecnologías a nivel nacional, de todas las empresas que se relocalicen dentro de fronteras, ofreciendo a cambio por ejemplo acceso al mercado interno. Es por ejemplo lo que hace China en muchos sectores, inclusive por ejemplo en cuanto a la tecnología nuclear.
Pregunta n° 6 : diferencial de costes — Hacer más favorable el diferencial de costes en cuanto a la fabricación de productos y/o la generación de servicios del país en cuestión, para así y entre otras cosas, beneficiarse de más deslocalizaciones. Para el pleno alcance de este objetivo, implementar por ejemplo algún tipo de freno al incremento de salarios o a las reclamaciones obreras, e incluso flexibilizar las reglamentaciones medioambientales u otras.
Pregunta n° 8 : voluntad para deslocalizar — Convencer a dirigentes y accionistas de empresas extranjeras importantes, en cuanto a deslocalizarse en el país en cuestión. E incluso en algún caso, y siempre que las condiciones se encontraren dadas, comprar alguna empresa extranjera, no tanto con el objetivo de continuar operando en el país de origen, sino con el objetivo principal de deslocalizar actividades y producciones al propio país, y por ahí incluso, de ser posible, continuar beneficiándose de la marca.

## Consideraciones sobre las deslocalizaciones en Francia

### Algunas consecuencias en el sector industrial y en el sector servicios
En el sector industrial, las deslocalizaciones crecieron, pasando de 12 000 empleos destruidos a partir de 1995 (en media anual) a 15 000 a partir de 2000.
Por otra parte, las deslocalizaciones observadas en los servicios, en muchos casos parecen seguir objetivos ligados más a aspectos de reestructuración y de optimización de los recursos de las empresas, a la necesidad de acceso a nuevos mercados, y/o a la necesidad de recursos humanos indisponibles en el territorio nacional, que a aspectos ligados a la reducción de costes. Estudios de la Comisión de Finanzas del Senado francés, estimaron el potencial de deslocalización de servicios en Francia, en 202 000 empleos entre 2006 y 2010.
Según Élie Cohen, economista francés, de ninguna manera debe confundirse la deslocalización con la desindustrialización.

Cita: « La délocalisation stricto sensu consiste à fermer une usine en France, à la reconstituer dans un pays émergent, et à réimporter en France la production faite dans le pays émergent. Ainsi définie, la délocalisation industrielle est un phénomène marginal, n'expliquant, selon les études, que de 3 à 10 % de l'emploi industriel disparu. Toutefois, on peut considérer que le phénomène de délocalisation est plus large, et qu'il devrait comprendre non seulement les usines fermées, mais également les changements d'approvisionnement pour des entreprises restées en France et qui trouvent des fournisseurs hors de France, alors qu'ils les avaient auparavant en France. C'est le cas typique des composants automobiles. Et, dans une conception encore plus vaste, on pourrait ajouter les opérations dites de relocalisation qui consistent, pour une entreprise qui exportait à partir de la France à constituer une unité hors de France et exporter à partir de cette unité. Comme on le voit, si la question des délocalisations est très sensible, son importance numérique est relativement faible. En tout cas, la délocalisation stricto sensu n'explique qu'une part très faible des destructions d'emploi industriel »
Traducción al español: « La deslocalización en "stricto sensu" consistiría en por ejemplo cerrar una fábrica en Francia e instalarla en un país emergente, para así luego reimportar a Francia lo producido en dicho país emergente. Así definida, la deslocalización industrial sería un fenómeno marginal, que solamente explicaría del 3 % al 10 % del empleo industrial perdido. De todas maneras, puede considerarse que el fenómeno de la deslocalización es en realidad mucho más amplio, ya que debería comprender no solo las fábricas cerradas, sino también los cambios de aprovisionamiento de las empresas que se quedan en Francia, y que encuentran proveedores fuera de Francia cuando antes se aprovisionaban dentro de fronteras. Lo que viene de señalarse es el caso típico de las autopartes. Y, dentro de esta concepción más amplia, también podrían agregarse las llamadas operaciones de relocalización, que sería el caso de las empresas, que antes exportaban desde Francia, y que ahora constituyeron una o varias unidades de producción fuera de Francia, para así abastecer a mercados locales o exportar desde allí a otras partes. Como puede constatarse, el asunto de las deslocalizaciones es complejo y sensible, y queda claro que las deslocalizaciones en sentido estricto, tal como fueron antes definidas, explicarían solamente una parte relativamente pequeña de la pérdida de empleos industriales. »

### Ejemplos de empresas que se han deslocalizado (en todo o en parte)
Electrodomésticos

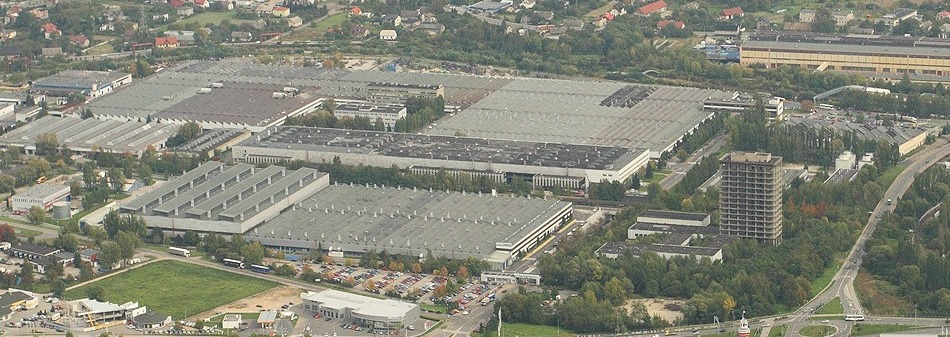
Establecimiento de Fiat en Bielsko-Biała (Polonia), un ejempio de deslocalización.

- Groupe Seb (Téfal, Rowenta, Calor, Moulinex, Krups) : China[95]
- Carrefour Products : China[96][97][98]

Automóvil
- Valeo : Túnez, Marruecos, Rumania, República Checa…
- Faurecia : Rumania, República Checa, China, Marruecos…
- PSA : Eslovaquia (producción de la 207, en detrimento de la fábrica de Ryton, en Inglaterra, que producía la 206)
- RENAULT : Rumania, India, Marruecos.

Industria Agroalimentaria
- Amora : Polonia
- Saupiquet : China[38]

Deportes & Entretenimientos
- Décathlon (Queshua) : China

Electromecánica
- Schneider Electric : República Checa, Polonia
- ABB : Polonia

Bricolaje
- Karcher : Rumania

Textiles, Vestimenta
- Ralph Lauren : Isla Mauricio, India
- Hugo Boss : Isla Mauricio, India
- Napapijri : Isla Mauricio, India
- North Face : India

Relojería
- Timex : China

#### La deslocalización consecuencia de la internacionalización
La deslocalización es una elección casi obligatoria para muchas empresas francesas, y algo similar pasa en otros países desarrollados. Dentro de la Unión Europea, es Polonia que tiene el mayor número de filiales francesas (153 813 asalariados). Otros países que han recibido deslocalizaciones desde Francia son : Túnez, Marruecos, Rumania, China.
Con frecuencia, este tipo de deslocalizaciones se traduce en una política nacional de implantación de larga duración en los mercados extranjeros, beneficiándose así tanto con recursos foráneos (materias primas) como con mano de obra extranjera, y reforzando así a muchas empresas francesas en el marco mundial. Las inversiones francesas en el exterior son también creadoras de empleos a nivel nacional, y refuerzan el tejido económico y tecnológico del país.